# Surroundsound
Surroundsound is een weergavetechniek die het geluid rondom tracht weer te geven.

## Geschiedenis
Het menselijke gehoor is in staat om in zekere mate de richting en afstand van een geluidsbron te bepalen. Vrij snel na de uitvinding van stereogeluidsweergave ontstond de behoefte om het geluidsbeeld in totaliteit te reproduceren. Waarschijnlijk de eerste uitvinding op dit gebied was kunstkopstereo. Daarna kwamen experimenten op het gebied van meerkanaalsgeluid. Disney had bijvoorbeeld al in 1940 driekanaalsgeluid bij de film Fantasia. 
In de jaren zeventig ontstonden de eerste commerciële systemen om stereo (twee kanalen) uit te breiden. De logische stap was uitbreiding naar vier kanalen. Dit werd quadrafonie of quadrofonie genoemd. Peter Scheiber patenteerde eind jaren 1960 een systeem om 4 kanalen in 2 kanalen te coderen, en verkocht het patent aan CBS, die het een paar jaar later introduceerde als SQ.
De technische problemen waren groot: het was niet eenvoudig vier kanalen te snijden in de gebruikelijke geluidsdrager, de grammofoonplaat.
Een tweede groef was geen optie: er was een te hoge nauwkeurigheid vereist tussen de twee naalden die de groeven aftastten. Draaggolfmodulatie was problematisch door de hoge frequenties bij een mechanisch systeem.
Quadrafonie was technisch eenvoudig bij een geluidsband (de compact cassette was reeds populair) maar stierf toch een commerciële dood doordat de toegevoegde waarde aan de muziekbeleving beperkt bleek te zijn. De techniek was bovendien te zwak om een overtuigend ruimtelijk geluid te creëren. 
In de jaren tachtig begon echter de verhuur en verkoop van speelfilm op videoband te floreren. Dolby ontwikkelde op basis van de techniek van quadrafonie het Dolby Surround-systeem om het meerkanaalsgeluid van bioscoopfilms in de huiskamer beschikbaar te maken. Waar in de muziekindustrie het meerkanaalsgeluid weinig toegevoegde waarde had, was dat voor de filmindustrie juist omgekeerd. Surroundsound bleek in het bijzonder aan spectaculaire films een dimensie toe te voegen. De kwaliteit van het Dolby Surround-systeem was beperkt. Er waren slechts twee kanalen beschikbaar en door een handige manier van coderen was het mogelijk om schijnbaar meer kanalen weer te geven. Met de ontwikkeling van de dvd ontstond ook de mogelijkheid om daadwerkelijk meer discrete kanalen te gebruiken. Het is gebruikelijk om 5 kanalen plus een lage tonenkanaal te registreren. Het resultaat is daardoor indrukwekkender. Desondanks is de techniek slechts in staat om het geluid in een plat vlak om de luisteraar heen te creëren. Boven en onder zijn theoretisch wel mogelijk (zie Ambisonic) maar niet praktisch inzetbaar.
Surround-soundsystemen beperken zich in essentie tot de volgende technieken:
- Matrix-systemen, zoals Dolby-Surround. Dit zijn systemen die gebruikmaken van (meestal) 2 kanalen en daarin door middel van faseverschuivingen richtinginformatie coderen. Het resultaat is matig. De kanaalscheiding beperkt zich tot 3 dB en het is niet mogelijk om geluidsbeelden met natuurlijke faseverschuivingen te coderen. Ruimtelijke indeling van de geluidsopnames beperken zich daarom meestal tot panning. Matrix-systemen worden over het algemeen aangeduid met 4-2-4-systemen. Dit betekent dat 4 kanalen worden gecodeerd in 2 kanalen, en weer gedecodeerd in 4 kanalen.
- Discrete systemen, zoals Dolby-AC3 en DTS. Dit zijn systemen die gebruikmaken van meerdere aparte kanalen. De resultaten verbeteren ten opzichte van matrix-systemen omdat een grote kanaalscheiding is gewaarborgd. Live-opnames met natuurlijke faseverschuivingen tussen de kanalen kunnen ook goed worden weergegeven. Discrete systemen worden in het algemeen aangeduid met 4-4-4- of 5-5-5-systemen. Dat wil zeggen het aantal ingangskanalen, opnamekanalen en weergavekanalen is gelijk. Er is geen verlies van kanaalscheiding.
- HRTF-systemen, zoals kunsthoofdstereo en Q sound. Dit zijn systemen die pogen het geluidsveld op het gehoorkanaal te reconstrueren zoals dat was ten tijde van de opname. Resultaten kunnen overtuigend zijn, maar zijn afhankelijk van de verschillen tussen de opname en weergave-situatie. Het resultaat kan van persoon tot persoon verschillen.

## Overzicht

### Kunsthoofdstereo

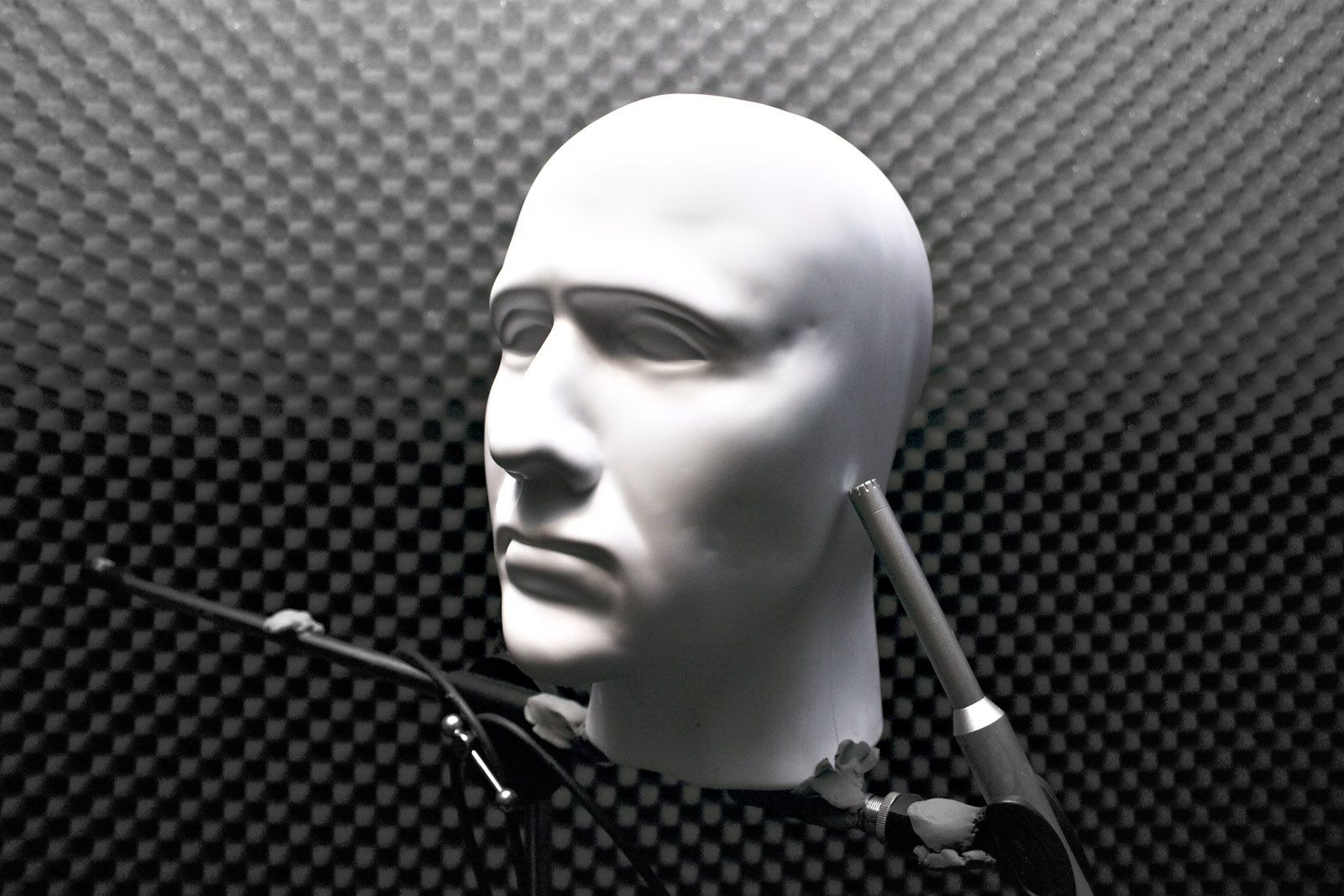
Een opnameopstelling voor kunsthoofdstereo

Wanneer en waar kunsthoofdstereo voor het eerst werd ontdekt, is onduidelijk. Het principe is eenvoudig. Microfoons worden in de linker en rechter gehoorgang van het hoofd of in een kunstmatig hoofd geplaatst en er wordt een geluidsregistratie gemaakt. Wanneer deze opname met een hoofdtelefoon wordt afgespeeld, ontstaat een natuurlijk geluidsbeeld. Omdat het onderscheid tussen geluid van voren of van achteren samenhangt met de beweging (draaiing) van het hoofd (die niet geregistreerd wordt), komt het stereobeeld steeds van achteren. Daar is aan te wennen maar echt natuurlijk klinkt het niet. Met een hoofdtelefoon is eenvoudig een grotere dynamiek te bereiken dan met luidsprekers wat de natuurgetrouwheid ten goede komt.
Kunsthoofdstereo wordt weinig toegepast omdat een hoofdtelefoon nodig is. Kunsthoofdopnames die via luidsprekers worden afgespeeld, vallen soms tegen qua stereokwaliteit.
Andere benamingen zijn dummyhead-stereo en binaurale registratie.

### Hafler-luidsprekeropstelling
David Hafler (1919 - 2003) kan wellicht worden aangewezen als dé persoon die de interesse van het publiek voor surround-sound aan het begin van de jaren zeventig heeft aangeslingerd. Hij publiceerde de Hafler-luidsprekeropstelling waarmee het op een eenvoudige manier mogelijk was een min of meer ruimtelijk geluidsbeeld te creëren: hij sloot twee achterluidsprekers in serie aan over de signaalvoerende versterkeruitgangen, waardoor het verschil tussen het linker- en het rechterkanaal over de achterluidsprekers werd gevoerd. In het bijzonder live-opnames vertoonden een breder geluidsbeeld. De techniek had zijn beperkingen omdat de kwaliteit sterk afhing van de gelijkheid van de luidsprekers.

### SQ
SQ codering:

L = Lv - 0,7jLa + 0,7Ra

R = Rv + 0,7jRa - 0,7La

Na decodering:

Lv = Lv - 0,7jLa + 0,7Ra

Rv = Rv + 0,7jRa - 0,7La

La = La + 0,7jLv - 0,7Rv

Ra = Ra - 0,7jRv + 0,7Lv

L:links, R:rechts, v:voor, a:achter
-:180° fasedraaiing,j: 90° fasedraaiing
Sony en CBS introduceerden in 1973 als eersten een quadrafonisch systeem: SQ. SQ was geen volwaardig quadrafonisch systeem, maar een zogenaamd matrix-systeem, omdat het slechts gebruik maakte van 2 kanalen. Door middel van faseverschuivingen was men in staat vier kanalen in twee kanalen te coderen en te decoderen. De kanaalscheiding was echter beperkt tot 3 dB tussen de voor- en achterkanalen. SQ was er vooral op ontworpen om optimale compatibiliteit met stereo te waarborgen: de kanaalscheiding tussen links en rechts was maximaal. Dit ging echter ten koste van de surroundkwaliteit.
SQ is een 4-2-4-systeem.

### QS
QS codering:

L = 0,92Lv + 0,38Rv + 0,92jLa + 0,38jRa

R = 0,92Rv + 0,38Lv - 0,92jRa - 0,38jLa

Na decodering:

Lv = Lv + 0,7jLa + 0,7Rv

Rv = Rv - 0,7jRa + 0,7Lv

La = La - 0,7jLv + 0,7Ra

Ra = Ra + 0,7jRv + 0,7La

L:links, R:rechts, v:voor, a:achter
-:180° fasedraaiing,j: 90° fasedraaiing
Sansui bracht in 1973 als tegenhanger van SQ een matrix-systeem op de markt onder de naam QS. QS leek op SQ maar was in tegenstelling tot dat systeem meer toegespitst op surround-weergave in plaats van stereo-compatibiliteit. Hoewel ook hier de kanaalscheiding niet groter was dan 3 dB was het surround-resultaat wel beter omdat de kanaalscheiding tussen de diagonaal-tegenoverliggende kanalen maximaal was.
QS is een 4-2-4-systeem.

### CD-4
Kort na de introductie van SQ en QS kwam JVC met het CD-4-systeem. Dit was het eerste systeem dat op de grammofoonplaat vier aparte kanalen kon aanbieden. Dat realiseerde men door de bovengrens van het geluid te beperken tot maximaal 15 kHz en twee extra kanalen frequentiegemoduleerd in de band van 20 kHz tot 45 kHz in de groef te persen. Hoewel de kanaalscheiding voldoende was, was het systeem gevoeliger voor vervorming, ruis en slijtage. CD-4 was een 4-4-4-systeem.

### Onafhankelijke ontwikkelingen
In de nadagen van het commerciële debacle rond het quadrafonisch geluidssysteem publiceerden verschillende universiteiten en onderzoeksinstellingen verbeterde surround-sound-systemen zoals UMX, H-Matrix en Ambisonics. Het was echter te laat: geen van deze systemen heeft het op de markt gered.

### Dolby Surround
Dolby Surround codering:

L = L + 0,7C - 0,7jS

R = R + 0,7C + 0,7jS

Na decodering:

L = L + 0,7C - 0,7jS

R = R + 0,7C + 0,7jS

C = C + 0,7L + 0,7R

S = S - 0,7jR + 0,7jL

L:links, R:rechts, C:center, S:surround
-:180° fasedraaiing,j: 90° fasedraaiing
Alleen Dolby zag in 1982 brood in nog een gemodificeerd 4-2-4-systeem voor surroundgeluid bij videofilms. Dolby Surround is een matrix-systeem met als nadeel dat de kanaalscheiding beperkt wordt tot 3 dB. De Dolby Pro Logic decoder kon die kanaalscheiding kunstmatig vergroten, maar ten koste van een evenwichtig geluidsbeeld. Dat is geen probleem, omdat het filmgeluid daarop niet primair gericht is. Geluid is er in hoofdzaak ter ondersteuning van de beeldinformatie. Hoewel Dolby Surround op SQ en QS lijkt is het hiermee niet compatibel. Dolby Surround heeft als nadeel dat bij mono-weergave het geluid van het surroundkanaal niet hoorbaar is.
Met de ontwikkeling van de dvd en sacd werd rekening gehouden met de behoefte aan surroundsound. Dolby-AC3, DTS, en MPEG-2 bieden allen meerdere discrete kanalen. Dolby-AC3 en DTS zijn verreweg het succesvolst gebleken en surroundsound is gemeengoed te worden. Systemen bieden bijvoorbeeld vijf gelijkwaardige geluidskanalen, gecombineerd met een extra kanaal voor de lage frequenties (subwoofer). Dit wordt op een dvd aangeduid als 5.1. Ook 7.1 komt voor.

### HRTF-systemen
Kunstkopstereo leidde tot onderzoek naar de HRTF, de Head-Related-Transfer-Function. Men was in staat om de overdracht van het omgevingsgeluid op het gehoorkanaal mathematisch te beschrijven. Daaruit zijn systemen ontstaan als Q sound en Bose 3•2•1. Dit zijn systemen die het weer te geven geluid zodanig bewerken dat op het gehoorkanaal het geluidsveld wordt gereproduceerd zoals dat in werkelijkheid hoort te zijn. Er wordt een driedimensionaal geluidsveld gecreëerd. De nauwkeurigheid van de plaats waar de geluiden vandaan lijken te komen, is stukken minder dan bij een goed geplaatst stereosysteem. Het resultaat is bovendien sterk afhankelijk van de luisterpositie.